# Agrypon nigricorne
Agrypon nigricorne là một loài tò vò trong họ Ichneumonidae.